# Adam Strzelec
Adam Strzelec (ur. 15 marca 1994 w Zielonej Górze) – polski żużlowiec.
Sport żużlowy uprawia od 2009 roku. Członek kadry narodowej juniorów w sezonie 2013.
Jego pseudonimy to: Joker i Strzelba.

## Kariera klubowa
- ZKŻ Zielona Góra (2009–2012)
- Kolejarz Rawicz (2012 – jako gość)
- Włókniarz Częstochowa (od 2013)

## Sukcesy sportowe
- złoty medalista drużynowych mistrzostw Polski (2011)
- srebrny medalista mistrzostw Polski par klubowych (Zielona Góra 2011)
- srebrny medalista młodzieżowych mistrzostw Polski par klubowych (Gdańsk 2011)
- brązowy medalista młodzieżowych drużynowych mistrzostw Polski (Łódź 2010)
- dwukrotny finalista młodzieżowych indywidualnych mistrzostw Polski (Gorzów Wielkopolski 2011 – XV miejsce, Bydgoszcz 2012 – XII miejsce)
- dwukrotny finalista turniejów o "Brązowy Kask" (Leszno 2010 – XV miejsce, Gdańsk 2012 – VI miejsce)
- dwukrotny finalista turniejów o "Srebrny Kask" (Wrocław 2011 – XVI miejsce, Rzeszów 2012 – X miejsce)